# Tell Qudadi
Tell Qudadi (în ebraică תל כודאדי), cunoscut sub numele de Tell esh-Shuna (în ebraică תל א-שונה) este un sit antic situat în apropierea gurii de vărsare a râului Yarkon și a Centrului de lectură din orașul Tel Aviv, Israel. A fost descoperit în 1934 de Jacob Ory și a fost excavat mai întâi de P. L. O. Guy în 1937 și apoi de Eleazar Sukenik, Shmuel Yeivin și Nahman Avigad în 1937-1938. Ei au descoperit o fortăreață datată din epoca fierului și au crezut că era o fortăreață israelită construită în secolele 10 sau 9 î.Hr. și distrusă de Imperiul Neo-Asirian în secolul al 8-lea î.Hr.